# The Canongate
The Canongate er en gade og et område i det centrale Edinburgh, Skotland. Gaden danner den primære østlige del af Royal Mile mens distriktet dækker en stor del af den østlige del af Edinburgh's Old Town.
David 1. af Skotland, autoriserede grundlæggelsen af en burgh separat fra Edinburgh mellem  Holyrood Abbey og byen omkring 1143. Burghen Canongate blev udviklet og kontrolleret af klostret frem til reformationen i Skotland, hvor den kom under sekulær kontrol. I 1636 købte den tilstødende city of Edinburgh det feudale overherredømme over Canongate, men det forblev en semi-autonom burgh under selvstændig administration den lokale bailie, der blev valgt af Edinburghs magistrater indtil den blev fuldt inkorporeret i byen i 1856.
Burgh'en fik sit navn fra ruten som kannikerne fra Holyrood Abbey benyttede sig af for at komme ind i Edinburgh; canons' gait fra det skotske ord gait der betyder "vej". I mere moderne tider bliver den østlige del nogle gange omtalt som en del af Holyrood-området. Canongate burgh havde nogle gange et turbulent forhold med sin nabo Edinburgh, da der var en løbende kamp og uenighed over den præcise afgrænsing af de respektive områder, indtil de blev forenet i 1856, hvilket var upopulært blandt de tidligere indbyggere.
The Canongate har adskillige historiske bygninger inklusive Queensberry House, der nu er blevet en del af Scottish Parliament Building-komplekset, Huntly House (nu Museum of Edinburgh), Canongate Tolbooth (der i dag rummer People's Story Museum) og Canongate Kirk, der åbnede i 1691, hvor den erstattede Holyrood Abbey som sognekirke for Canongate.